# Saudi Aramco
Saudi Aramco (Arabisch: أرامكو السعودية, Aramco as-saʿūdiyya) is de staatsoliemaatschappij van Saoedi-Arabië. Het is tevens de grootste oliemaatschappij ter wereld in productie en reserves. Het bedrijf heeft een capaciteit van 12 miljoen vaten ruwe olie per dag en een bewezen reserve van 250 miljard vaten, of een kwart van de wereldreserves. Saudi Aramco is ook de grootste werkgever van het land na de overheid. Tot 1988 heette het bedrijf Aramco, een acroniem voor Arabian American Oil Company.

## Activiteiten
De oliereserves liggen vooral in het oosten van Saoedi-Arabië tegen de kust van de Perzische Golf en in de Golf zelf. Alle velden liggen redelijk geconcentreerd in een smal gebied van 300 kilometer ten noorden en ten zuiden van Damman. In 1948 werd het grootste olieveld van Saoedi-Arabië en de wereld ontdekt, Ghawar. In 1951 startte de productie uit dit veld en sindsdien heeft het veld ongeveer vijf miljoen vaten per dag (vpd) geproduceerd. Saudi Aramco is als enige maatschappij actief met de olieproductie in het land. Buitenlandse oliemaatschappijen zijn wel actief in de Neutrale Zone tussen Koeweit en Saoedi-Arabië, een gebied met een oppervlakte van ongeveer 3500 km².
De onderneming heeft reserves van zo'n 250 miljard vaten. Saudi Aramco is de enige actieve oliemaatschappij en dit zijn gelijk de reserves van heel Saoedi-Arabië. Opvallend is dat deze reserves heel stabiel zijn; ondanks een jaarlijkse productie van ruim 3 miljard vaten ofwel ongeveer 60 miljard vaten over de gehele periode van 1998-2008 zijn de reserves onveranderd gebleven. Saudi Aramco geeft nauwelijks informatie hoe deze reserves zijn berekend, over de hoeveelheid gewonnen olie of de reserves per veld. In 2007 leidde dit tot een felle discussie of de cijfers over de oliereserves van Saoedi-Arabië wel betrouwbaar waren. Deze discussie heeft overigens niet geleid tot een aanpassing van de reserves.
Per 31 december 2024 waren de olie- en gasreserves 250 miljard vat olie-equivalent groot. Dit was de som van oliereserves van 189,8 miljard vaten, 26,1 miljard BOE vaten aardgascondensaat en 209,8 biljoen voet³ (is 34,1 miljard BOE) aardgas.
In 2024 produceerde Saudi Aramco 12,4 miljoen vpd ruwe olie en condensaat, ruim 10% van de wereldwijde productie. Het grootste deel wordt als ruwe olie geëxporteerd. De belangrijkste afzetmarkt is het Verre Oosten dat ongeveer 65% van alle olie afneemt. De jaarlijkse gasproductie van 10,8 miljard voet³ is relatief bescheiden. Het bedrijf heeft wel de ambitie om de gasproductie met 60% te laten stijgen tot 2030, met 2021 als basisjaar.
Hieronder een historisch overzicht van de belangrijkste operationele en financiële gegevens van Saudi Aramco. De sterke stijging van de omzet in 2021, bij een gelijkblijvende productie, was het gevolg van de gestegen olie- en chemicaliënprijzen en de consolidatie van SABIC.
| Jaar | Reserves (miljarden vaten BOE) | Olieproductie (miljoenen vaten per jaar) | Olieproductie (miljoenen vaten per dag) | Omzet          | Netto resultaat | Dividend       |
| Jaar | Reserves (miljarden vaten BOE) | Olieproductie (miljoenen vaten per jaar) | Olieproductie (miljoenen vaten per dag) | (×US$ miljard) | (×US$ miljard)  | (×US$ miljard) |
| ---- | ------------------------------ | ---------------------------------------- | --------------------------------------- | -------------- | --------------- | -------------- |
| 1962 | 57                             | 600                                      | 1,6                                     |                |                 |                |
| 1970 | 135                            | 1387                                     | 3,8                                     |                |                 |                |
| 1980 | 164                            | 3624                                     | 9,9                                     |                |                 |                |
| 1985 | 167                            | 1159                                     | 3,2                                     |                |                 |                |
| 1990 | 258                            | 2340                                     | 6,4                                     |                |                 |                |
| 1995 | 259                            | 2929                                     | 8,0                                     |                |                 |                |
| 2000 | 259                            | 2963                                     | 8,1                                     |                |                 |                |
| 2005 | 260                            | 3308                                     | 9,1                                     |                |                 |                |
| 2010 | 260                            | 2877                                     | 7,9                                     |                |                 |                |
| 2015 | 262                            | 3708                                     | 10,2                                    |                |                 |                |
| 2016 | 261                            | 3828                                     | 10,5                                    |                |                 |                |
| 2017 | 261                            | 3710                                     | 10,2                                    | 224,1          | 75,5            |                |
| 2018 | 257                            | 3750                                     | 10,3                                    | 315,2          | 111,0           |                |
| 2019 | 259                            | 3620                                     | 9,9                                     | 294,8          | 88,2            |                |
| 2020 | 255                            | 3360                                     | 9,2                                     | 204,8          | 49,0            | 69,7           |
| 2021 | 254                            | 3360                                     | 9,2                                     | 359,2          | 110,0           | 75,0           |
| 2022 | 259                            | 3331                                     | 9,1                                     | 535,2          | 161,0           | 75,0           |
| 2023 | 251                            | -                                        | -                                       | 440,9          | 121,3           | 97,7           |
| 2024 | 250                            | -                                        | -                                       | 436,6          | 106,2           | 124,3          |

Het land beschikt over een uitgebreid netwerk van pijpleidingen die de olie- en gasvelden, raffinaderijen en havens met elkaar verbindt. De belangrijkste pijplijn ligt tussen de olievelden in het oosten en de haven van Yanbu aan de Rode Zeekust. De lengte van de pijplijn is 1200 kilometer en de transportcapaciteit ongeveer vijf miljoen vpd. Ras Tanura aan de Perzische Golf is de belangrijkste exportterminal; hier werd in mei 1939 voor het eerst olie verscheept. Ras Tanura heeft nu twee pieren in gebruik. Bij de noordpier kunnen zes tankers aanmeren met een omvang van 135.000 Dwt en aan de Sea Islandspier supertankers van 500.000 Dwt. Aan de Rode Zeekust is Yanbu een belangrijke olie-exporthaven. 

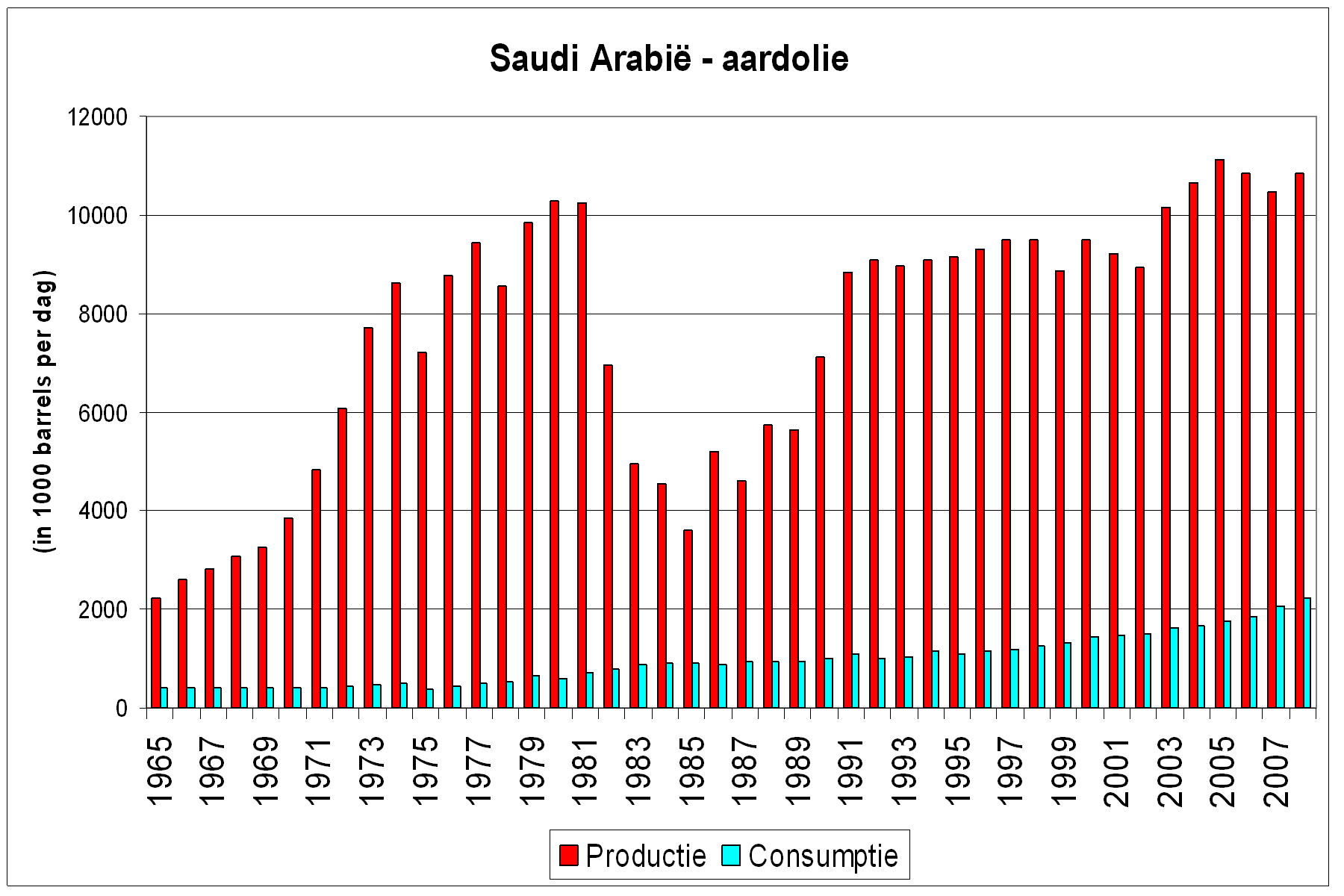
Olieproductie en consumptie Saoedi-Arabië. Bron: BP Statistical review of world energy

De eigen raffinaderijen verwerken ruim de helft van alle geproduceerde ruwe olie. Saudi Aramco heeft zes raffinaderijen volledig in eigendom en nog deelnemingen in elf andere, waarvan zeven buiten Saoedi-Arabië. De raffinaderijen hebben een totale capaciteit van 7,4 miljoen vpd, na aftrek van het aandeel van derden resteert een netto capaciteit van 4,1 miljoen voor Saudi Aramco.
Overzicht raffinaderijen in Saoedi-Arabië in 2024:

Saudi Aramco is 100% eigenaar van:
- Ras Tanura, capaciteit 550.000 vaten per dag (vpd)
- SASREF, 305.000 vpd
- Yanbu, 250.000 vpd
- Jazan, 400.000 vpd
- Riyad, 130.000 vpd

Saudi Aramco is deels eigenaar van vier raffinaderijen in:
- Saudi Aramco Mobil Refinery Company (SAMREF): capaciteit 400.000 vpd, partner is ExxonMobil met een belang van 50%.
- Saudi Aramco Total Refining and Petrochemical Company (SATORP): 460.000 vpd, partner is Total SA met een belang van 37,5%.
- Yanbu Aramco Sinopec Refining Company (YASREF): 430.000 vpd, partner is Sinopec met een 37,5%-belang.
- Rabigh Refining and Petrochemical Company (Petro Rabigh), 400.000 vpd, partner is Sumitomo Chemical met een aandeel van 62,5%.

Buiten Saoedi-Arabië heeft het een Amerikaanse raffinaderij (Motiva, Port Arthur) volledig in handen en verder participeert het in twee raffinaderijen in Zuid-Korea, twee in de Volksrepubliek China, een in Japan, idem Maleisië en in Polen. Voor de verkoop van motorbrandstoffen heeft het een netwerk van 17.600 stations, waarvan 200 in eigen land, 4600 in de Verenigde Staten, 5400 in China en Zuid-Korea en 5900 in Japan.
In 2020 kocht het een meerderheidsbelang van 70% in SABIC. Hiermee verdubbelde de jaarcapaciteit van de chemicaliënproductie ruimschoots van 22 miljoen ton naar 53 miljoen ton.
Voor het vervoer van ruwe olie en olieproducten heeft het bedrijf een minderheidsbelang van 20% in het beursgenoteerde bedrijf National Shipping Company of Saudi Arabia (Bahri). Bahri heeft medio 2020 een vloot van 87 schepen waarvan veruit het grootste deel bestaat uit olie- en producttankers.
Om de eigen installaties van stroom te voorzien heeft het een netwerk van elektriciteitscentrales. In 2024 werd 5,3 gigawatt (GW) opgewekt, waarvan 4,3 GW zelf werd gebruikt en de rest werd geleverd aan het nationale netwerk. Het heeft een klein aandelenbelang van 7% in Saudi Electricity Company, het nationale nutsbedrijf.

## Beursgang
Eind januari 2016 kwamen de eerste berichten dat het land een klein deel van de aandelen van Saudi Aramco via een beursnotering wil verkopen. De verkoop van een deel van de downstreamactiviteiten - raffinage en verkoop - is ook een optie die wordt bekeken. Met deze stap wil het land een dreigend begrotingstekort zien te voorkomen. Saoedi-Arabië is in financiële problemen gekomen door de sterke daling van de olieprijs in de laatste twee jaar.
In december 2019 kreeg een klein deel van de aandelen een beursnotering aan de Saudi Stock Exchange. Er werden 3 miljard aandelen verkocht, ongeveer 1,5% van de 2000 miljard aandelen in totaal, tegen een prijs van 32 riyal (US$ 8,53) per stuk. De totale opbrengst kwam daarmee uit op US$ 25 miljard. Tegen deze introductiekoers is de beurswaarde van het hele bedrijf zo'n US$ 1700 miljard. De meeste aandelen werden aan lokale bedrijven, fondsen en particulieren verkocht, buitenlandse investeerders zouden slechts op 10% van de beschikbare aandelen hebben ingetekend.
In juni 2024 volgde nog kleine aandelenplaatsing. De staat verkocht 1,7 miljard aandelen, dat was gelijk aan 0,7% van de uitstaande aandelen op dat moment.

## Geschiedenis
Op 29 mei 1933 tekende het Amerikaanse Standard Oil Company of California (Socal) een contract met de koning van Saoedi-Arabië Ibn Saud voor het zoeken en winnen van olie in het land. In ruil voor een forse som geld kreeg Socal het recht voor 60 jaar in een gebied van 160.000 vierkant mijl naar olie te zoeken.
Bijna vijf jaar had de Amerikaanse oliemaatschappij al gezocht naar olie voor het eerste succes werd geboekt. Op 3 maart 1938 stroomde de eerste olie uit een bron op Saoedisch grondgebied. Op een diepte van 1441 meter werd een olieveld aangeboord wat de start betekende van een bloeiende olie-industrie.
In 1936 had Socal al de helft van de concessie verkocht aan een Amerikaanse partner Texas Oil Company. Na de Tweede Wereldoorlog werd de druk op Socal groter. Het was een relatief kleine maatschappij en de grote noodzakelijke investeringen om de productie uit te breiden ging de financiële draagkracht van de onderneming te boven. Er werd gezocht naar Amerikaanse partners, met geld en afzetmarkten. Op 12 maart 1947 werden Standard Oil of New Jersey en Socony Vacuum nieuwe partners in de joint venture. Na de transactie hadden drie partners elk een belang van 30% en Socony Vacuum een aandeel van 10%. Voor de verkoop van hun aandeel van 40% kregen Socal en Texaco een bedrag van US$ 470 miljoen over een reeks van jaren.
In 1950 werden onderhandelingen gestart over een nieuwe verdeling van de olie-opbrengsten ten gunste van Saoedi-Arabië. Saoedi-Arabië maakte gebruik van de Amerikaanse belastingwetgeving die het betalen van winstbelastingen in twee landen voorkwam. Saoedi-Arabië introduceerde een belasting op de oliewinsten; deze was aftrekbaar van de winstbelasting betaalbaar in de Verenigde Staten. Voor de oliemaatschappijen veranderde financieel weinig, maar Saoedi-Arabië zag de inkomsten fors stijgen. In 1949 betaalde Aramco US$ 39 miljoen aan Saoedi-Arabië en 43 miljoen aan de Amerikaanse belastingdienst. In 1951 ontving Saoedi-Arabië al US$ 110 miljoen en de Amerikaanse overheid maar US$ 6 miljoen. Saoedi-Arabië was ook bekend met de plannen van Venezuela om de Staat een belang van 50% te laten nemen in de olie-industrie aldaar. De Amerikaanse regering stelde een goede relatie met Saoedi-Arabië op prijs en voorzag ook een gedeeltelijke nationalisatie. Om dit voor te zijn stelde zij voor een belang van 50% in Aramco te verkopen. Op 30 december 1950 werd het contract ondertekend waarbij Aramco voor 50% in handen van Saoedi-Arabië kwam.
Het koninkrijk was echter nog niet tevreden over de verdeling van de olie-inkomsten. In lijn met de ontwikkelingen in de industrie elders, nam Saoedi-Arabië in juni 1974 een meerderheidsbelang in Aramco. Eind 1974 werd duidelijk dat de Staat niet meer tevreden was met een belang van 60%, maar het gehele eigendom van Aramco ambieerde. De discussie met de oliemaatschappijen ging moeizaam. Zij wilden niet hun belang in een bedrijf met oliereserves van 149 miljard vaten opgeven, een kwart van de wereldwijde oliereserves. Na 18 maanden onderhandelen kwamen de partijen tot overeenstemming in het voorjaar van 1976. De relatie bleef goed; Aramco bleef belangrijke diensten verlenen en kreeg daarvoor in ruil een vergoeding van 21 dollarcent per geproduceerd vat olie. De afwikkeling van het contract heeft veel tijd in beslag genomen. Pas in 1980 betaalde Saoedi-Arabië de overeengekomen som aan de vier Amerikaanse oliemaatschappijen en in 1990 tekende het land pas het contract. In 1988 werd de naam omgedoopt in Saudi Aramco.
Op 14 september 2019 werden installaties van Saudi Aramco aangevallen met drones, waarbij grote branden ontstonden. Een groot olieveld en een raffinaderij aan de Perzische Golf zijn getroffen. Saudi Aramco heeft in reactie hierop de olieproductie moeten halveren. De productie daalde met zo'n 5,7 miljoen vpd hetgeen correspondeert met 5% van de totale wereldproductie. Op 25 september meldde het land dat de olieproductie was hersteld. Saudi Aramco pompt al weer 11,3 miljoen vpd op en hoopt in november de normale productie van 12 miljoen vpd te bereiken.

### Tijdlijn
- 1932: Er wordt olie gevonden in Bahrein.
- 1933, 29 mei: Na een jaar onderhandelen met de Saoedische overheid wordt een overeenkomst bereikt waarbij Standard Oil of California's California-Arabian Standard Oil Company-divisie naar olie mag zoeken in Saoedi-Arabië.
- 1936: Drie jaar later werd nog niets gevonden en Standard Oil verkoopt 50% van de concessie aan de Texas Oil Company.
- 1938: Op een paar kilometer van Dharaan wordt Saoedi-Arabiës eerste oliebron gevonden.
- 1939: De eerste olietanker exporteert Saoedische olie.
- 1944: California-Arabian Standard Oil Company (Casoc) wordt Arabian American Oil Company (Aramco).
- 1945: De Ras Tanura-raffinaderij gaat in bedrijf om later de grootste ter wereld te worden.
- 1948: Standard Oil of New Jersey neemt een belang van 30% in Aramco. Socony Vacuum neemt een belang van 10%.
- 1948: In Ghawar wordt het grootste olie- en gasveld ter wereld ontdekt.
- 1950: De 1700 kilometer lange Trans-Arabische Pijpleiding is klaar en verbindt de olievelden in het oosten via Libanon met de Middellandse Zee.
- 1950: Saoedi-Arabië wil haar deel van de opbrengst, dreigt met nationalisering en krijgt 50%. De Amerikaanse oliebedrijven krijgen een compenserend belastingvoordeel van hun overheid.
- 1952: Het hoofdkantoor verhuisd van de Verenigde Staten naar Saoedi-Arabië.
- 1958: De olieproductie komt boven de 1 miljoen vpd uit.
- 1961: In Ras Tanura wordt de eerste lpg geproduceerd.
- 1964: De olieproductie komt boven de 2 miljoen vpd uit.
- 1966: Voor de kust van Ras Tanura wordt een laadplatform in gebruik genomen.
- 1971: De gemiddelde olieproductie is 4,5 miljoen vpd.
- 1974: Het overheidsbelang loopt verder op tot 60%.
- 1975: Het Master Gas System-project wordt opgestart om aardgas te winnen als bijproduct van de olievelden.
- 1980: Saoedi-Arabië neemt het resterende belang in Aramco over en wordt 100% eigenaar.
- 1982: Koning Fahd bin Abdoel Aziz al-Saoed bezoekt Aramco in Dharaan op de vijftigste verjaardag van het bedrijf.
- 1984: Het bedrijf richt Vela International Marine op en koopt vier supertankers.
- 1988: Het bedrijf wordt hernoemd tot Saudi Aramco.
- 1989: Nabij Riyad wordt het eerste olie- en gasveld buiten het oosten van het land gevonden.
- 1991: Aramco speelt een belangrijke rol bij het opruimen van olievervuiling in de Perzische Golf veroorzaakt door de Golfoorlog.
- 1992: Het bedrijf neemt een belang van 35% in de Zuid-Koreaanse SsangYong Oil Refining Company.
- 1993: Aramco neemt Saudi Arabian Marketing and Refining Company over, het staatsbedrijf verantwoordelijk voor raffinage, verkoop en distributie van olie.
- 1994: Er wordt een belang van 40% genomen in Petron, de grootste raffinaderij van de Filipijnen.
- 1996: Belang van 50% in Motor Oil (Hellas) Corinth Refineries en Avinoil in Griekenland.
- 1998: Met Texaco en Royal Dutch Shell wordt de raffinage-joint venture Motiva Enterprises opgericht in de VS.
- 2001: De gasraffinagefabriek in Hawiyah wordt operationeel en kan 45 miljoen m³ per dag verwerken.
- 2003: In 2003 gaat in Haradh een gelijkaardige fabriek van start.
- 2004: Bij Qatif-Abu Sa'fah wordt een raffinaderij met een capaciteit van 800.000 vpd geopend.
- 2005: Met het Japanse Sumitomo Chemical wordt een joint venture overeengekomen voor een raffinaderij met een capaciteit van 400.000 vpd nabij Rabigh. De bouw begon in 2006.
- 2008: Saudi Aramco viert dat 75 jaar geleden het eerste oliecontract werd getekend, op 29 mei 1933. Koning Abdullah bezoekt het hoofdkantoor van Saudi Aramco in verband met de feestelijkheden.
- 2008: De Sirius Star, een van de schepen van de onderneming, werd in de Indische Oceaan ruim 800 kilometer uit de Afrikaanse kust aangevallen en gekaapt door Somalische piraten op 15 november 2008.[12] Na het betalen van 3 miljoen dollar losgeld kwam het schip weer vrij op 9 januari 2009.[13]
- 2016: De Amerikaanse raffinage-joint venture Motiva Enterprises wordt na 18 jaar ontbonden. In de afspraken is opgenomen dat Saudi Aramco de grootste raffinaderij van het land, in Port Arthur (Texas) met een capaciteit van 600.000 vpd, in handen krijgt.[14]
- 2019: Koopt het 50%-belang van Shell in de SASREF-raffinaderij en wordt daarmee de enige eigenaar.
- 2020: Koopt een belang van 70% in het eveneens Saoedische SABIC. Saudi Aramco betaalde US$ 69 miljard voor het belang en beschouwt de koop als een belangrijke stap in de ontwikkeling als grote speler in de chemische markt.[15]
- 2021: Saudi Aramco verkoopt een aandelenbelang van 49% in het pijpleidingbedrijf Aramco Oil Pipelines Co voor US$ 12,4 miljard aan een consortium van Amerikaanse investeerders.[16] De pijplijnen verbinden de olievelden met de raffinaderijen in het land. De transactie heeft een looptijd van 25 jaar en gedurende deze periode ontvangen de investeerders een bedrag voor het gebruik van de leidingen.
- 2022: Het bedrijf verkoopt 49% van het nationale aardgasnetwerk aan een consortium.
- 2023: Koop van Valvoline, een grote fabrikant en wereldwijde verkoper van motorolie, voor US$ 2,65 miljard.[17]
- 2023: Aramco koopt een minderheidsbelang in het lng bedrijf MidOcean voor US$ 0,5 miljard.[18] Het is de eerste investering die het bedrijf maakt in de markt voor vloeibaar aardgas. De verkoper is EIG, deze Amerikaanse investeringsmaatschappij is ook partner in het consortium dat in 2021 een minderheidsbelang nam in de oliepijplijnen van Aramco.
- 2024: Overname afgerond van Esmax Distribución, een Chileens bedrijf actief in de distributie van motorbrandstoffen en olie. Het kocht verder een aandelenbelang van 40% in Gas & Oil Pakistan Limited waarmee het bedrijf actief werd in Pakistan. Gas & Oil Pakistan heeft in het land een netwerk van 1200 benzinestations.